# Servette FC
Servette Football Club Genève 1890 nogometni je klub iz Ženeve koji se natječe u švicarskoj Super League. Osnovan je 20. ožujka 1890. godine.
Servette FC je treći najuspješniji švicarski nogometni klub iza Grasshoppersa i Basela. Osvojio je 17 ligaških naslova te 7 švicarskih kupova. Domaće utakmice igra na stadionu Stade de Geneve.

## Vanjske poveznice
- Službene stranice